# عدنان حسن‌پور
عدنان حسن پور روزنامه‌نگار کرد اهل ایران است که در تاریخ ۵ بهمن ماه ۱۳۸۵ دستگیر و در تاریخ ۲۲ خرداد در دادگاهی غیر علنی که بنابر حکم دادگاه انقلاب مریوان در استان کردستان ایران به جرم «محارب» به اعدام محکوم شد و در نهایت حکم او به پانزده سال زندان تغییر کرد و بعد از ده سال از زندان آزاد شد.
حکم اعدام او در ۲۶ تیرماه ۱۳۸۶ حکم صادره به خانواده و یکی از وکلای وی آقای سیروان هوشمندی ابلاغ شد. دیوان عالی کشور در تاریخ ۳۰ مهر ماه ۱۳۸۶حکم اعدام عدنان حسن پور را تأیید کرد؛ که مجدداً با درخواست اعاده دادرسی از سوی وکلا در تاریخ ۱۹ مرداد ماه ۱۳۸۷ دیوان عالی کشور حکم اعدام وی را لغو کرد. این روزنامه‌نگار ۱۶ شهریور و ۱۱ بهمن ۱۳۸۷ در دادگاه انقلاب سنندج محاکمه شد که به پانزده سال زندان محکوم شد. او در زندان مرکزی سنندج زندانی بود. عدنان حسن پور عضو تحریریه «هفته نامه ئاسو» بوده که به دو زبان کردی و فارسی منتشر می‌شد. این هفته نامه در سال ۱۳۸۴ به اتهام اقدام علیه امنیت ملی و تشویش اذهان عمومی توقیف شد. حسن‌پور که ابتدا به اعدام محکوم شده بود، پس از دو سال کشمکش قضایی این حکم لغو و سپس با همان اتهامات به پانزده سال زندان محکوم گردید.

## اتهامات
وی به اتهام جاسوسی برای آمریکا و همچنین عکسبرداری از برخی مراکز نظامی غرب کشور با استفاده از دستگاه gps، داشتن ارتباط با سران احزاب مخالف حکومت و اقدام علیه امنیت ملی، پس از برگزاری دادگاهی که مفاد و جریانات آن به صورت مستدل اعلام نشده، به اعدام محکوم شده‌است.

## جوایز

### جایزه آزادی مطبوعات گزارشگران بدون مرز
شعبه سوئد گزارشگران بدون مرز جایزه آزادی مطبوعات ۲۰۰۷ را به عدنان حسن پور اهدا کرد
گزارشگران بدون مرز به پاسداشت مقالات انتقادی این روزنامه‌نگار در کشوری که مطبوعات تحت فشار همه‌جانبه قرار دارند، عدنان حسن پور را شایسته جایزه آزادی مطبوعات ۲۰۰۷ می‌داند.

### جایزه آزادی مطبوعاتی ایتالیا
جایزه آزادی مطبوعاتی ایتالیا ۲۰۰۷ در مراسمی در محل شهرداری «سی ینا» در ایالت توسکانی در ایتالیا به عدنان حسن پور و هیوا بوتیمار روزنامه نگاران کرد محکوم به اعدام اهدا شد. این جایزه سی ام نوامبر ۲۰۰۷ در مراسمی با شکوه به خانم «لیلی حسن پور» خواهر عدنان و آقای هادی بوتیمار برادر هیوا به نیابت این دو خبرنگار زندانی اعطا شد. جایزه آزادی بیان ایتالیا به خبرنگاران یا فعالین اجتماعی که برای آزادی بیان مبارزه کرده باشند تعلق می‌گیرد.
استفانو مارچلی، بنیانگذار سازمان غیردولتی اطلاع‌رسانی و امنیت خبرنگاران «ISF» که مدیریت این جایزه را نیز عهده‌دار است اعلام کرده بود: «دلیل اول انتخاب این دو خبرنگار برای دریافت این جایزه، مخالفت ما با مجازات اعدام است.» مارچلی گفته بود: «ما به ویژه مخالف صدور این چنین حکم غیرانسانی برای کسانی که به دلیل فعالیت‌های مطبوعاتی، اجتماعی یا سیاسی دستگیرشده‌اند هستیم و به همین دلیل عدنان و هیوا را برای دریافت این جایزه که تنها جایزه خاص خبرنگاران خارجی ایتالیا است، برگزیدیم.» استفانو مارچلی افزود: «تشدید سرکوب اقلیت‌ها و به ویژه کردها در ایران در ماه‌های اخیر یکی دیگر از دلایل انتخاب هیوا بوتیمار و عدنان حسن پوراست و ما از این طریق می‌خواهیم همبستگی خود را نیز با کردهای ایرانی که تحت سرکوب شدید قرار دارند ابراز کنیم.»

## اعتراضات بین‌المللی به حکم اعدام
- وزیرخارجه فرانسه با محکوم کردن حکم اعدام دو روزنامه‌نگار ایرانی، رسماً از ایران خواست از اعدام عدنان حسن پور و عبدالواحد بوتیمار (هیوا) خودداری کند.
- گزارشگران بدون مرز همچنین مدعی شد که: «ایران کشوری قانونمدار نیست و عدنان حسن پور و عبدالواحد بوتیمار نیز در دادگاهی با شرایط عادلانه محاکمه نشده و هیچ اعترافی در دادگاه‌های جمهوری اسلامی قابل قبول نیست».[۵]
- اتحادیه اروپا خواهان لغو اعدام دو روزنامه‌نگار کرد شد.

## آزادی
عدنان حسن پور روز بیستم شهریور ۱۳۹۵ از زندان آزاد شد.